# Ectinus
Ectinus — род щелкунов из подсемейства Elaterinae.

## Описание
Щелкуны средних размеров или же довольно крупные. Тело чёрное и бурое, матовое. Усики у самцов и самок пиловидные начиная с четвёртого сегмента, у самцов с двойным рядом стоячих волосков по наружному краю. Швы переднегруди двойные, прямые или слабо изогнутые внутрь, спереди слегка углублённые. Задний отросток переднегруди более или менее прямой. Бедреные покрышки задних тазиков сужаются по направлению наружу примерно от середины очень слабо. Все сегменты лапок без лопастинок.

## Экология
Обитают в лесах. Взрослых жуков можно встретить на опушках, полянах, просеках. Проволочники — всеядные, развиваются в подстилке.

## Систематика
В составе рода:
- вид: Ectinus aterrimus
- вид: Ectinus exulatus
- вид: Ectinus hidaensis
- вид: Ectinus higonius
- вид: Ectinus insidiosus
- вид: Ectinus koshiki
- вид: Ectinus nipponicus
- вид: Ectinus obakoae
- вид: Ectinus obscurolineatus
- вид: Ectinus peregrinus
- вид: Ectinus sepes
- вид: Ectinus sericeus
- вид: Ectinus sonanis
- вид: Ectinus subaeneus
- вид: Ectinus tamnaensis
- вид: Ectinus yushiroi